# Koszary Dąbrowskiego w Bielsku-Białej

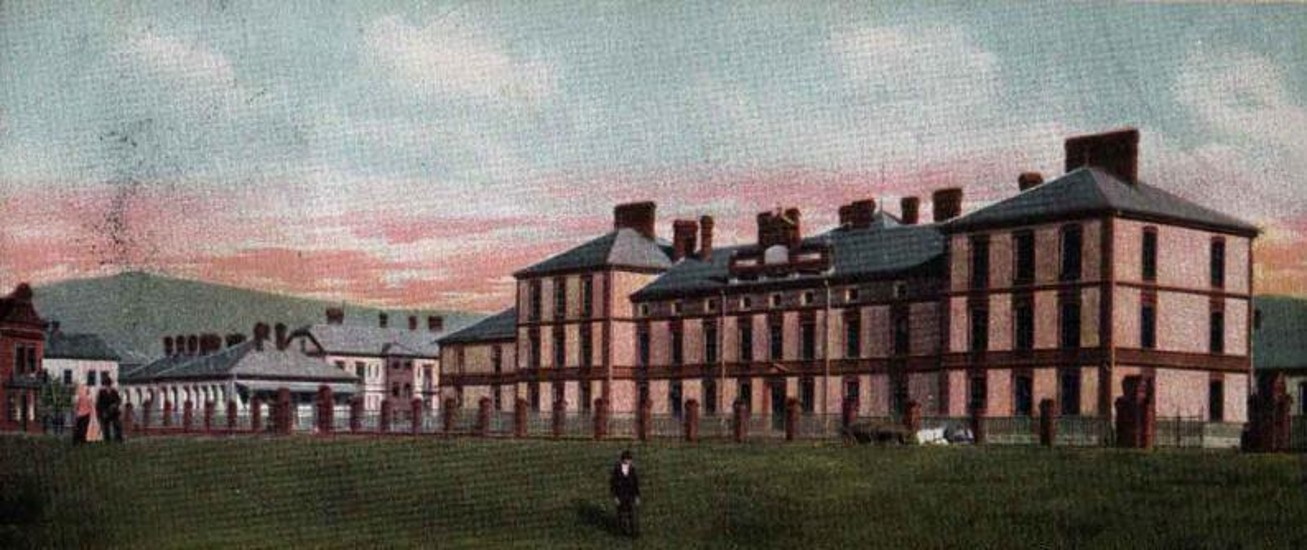
Bielsko-Biała – koszary kawaleryjskie (1905)

Koszary Dąbrowskiego w Bielsku-Białej – kompleks koszarowy znajdujący się na terenie garnizonu Bielsko-Biała.
Przed I wojną światową stacjonował w nich austriacki 3 pułk ułanów; w okresie II Rzeczypospolitej – 2 pułk szwoleżerów i 21 pułk artylerii lekkiej, a po II wojnie światowej jednostki artylerii i powietrznodesantowe.

## Charakterystyka
Jeszcze przed I wojną światową na terenie Bielska w rejonie dzisiejszej ulicy Piotra Bardowskiego gmina wzniosła kawaleryjski kompleks koszarowy o pojemności 476 ludzi i 510 koni. Budowę koszar zakończono w 1903, a  pierwszym gospodarzem koszar był II dywizjon 3 Dolnoaustriackiego pułku dragonów, który w marcu 1910 został zastąpiony przez II dywizjon 3 Galicyjskiego pułku ułanów.
Po odzyskaniu niepodległości koszary przejęło Wojsko Polskie. Po zakończeniu wojny polsko-bolszewickiej, w maju 1921 zakwaterowany został tu 2 pułk Szwoleżerów Rokitniańskich. 

W okresie II Rzeczypospolitej kompleks nosił nazwę Koszar Dąbrowskiego, a następnie Koszar Jazdy Kircholmskiej. W maju 1926 szwoleżerowie przeniesieni zostali do koszar „czerwonych” w Starogardzie, a bielskie koszary przejął 21 pułk artylerii polowej.
Po II wojnie światowej koszary nadal użytkowane były przez jednostki Wojska Polskiego. Początkowo stacjonowały tam jednostki artyleryjskie, a od 1959 również powietrznodesantowe.
Obecnie gospodarzem obiektu jest 18 Bielski batalion powietrznodesantowy.